# Paul Zoungrana
Paul Zougrana (ur. 3 września 1917 w Wagadugu, zm. 4 czerwca 2000 tamże) – burkiński duchowny katolicki, kardynał, arcybiskup Wagadugu.

## Życiorys
Uczęszczał do katolickiej szkoły podstawowej, prowadzonej przez Zgromadzenie Sióstr Białych w Wagadugu. W 1928 roku wstąpił do niższego seminarium w Pabré, a potem do wyższego seminarium w Koumi. 2 maja 1942 roku otrzymał święcenia kapłańskie, po czym poświęcił się duszpasterstwu młodzieży. Działalność apostolska, którą prowadził, pokonując wiele trudności, przyniosła liczne owoce. 28 września 1948 roku wstąpił do nowicjatu Zgromadzenia Ojców Białych w Maison Carrée w Algierii, a po upływie roku złożył śluby zakonne. W 1952 roku studiował prawo kanoniczne na Papieskim Uniwersytecie Gregoriańskim w Rzymie, a następnie przez dwa lata studiował socjologię w Instytucie Katolickim w Paryżu. W 1954 roku powrócił do Burkina Faso. Był wykładowcą prawa kanonicznego w wyższym seminarium w Koumi, pracował w parafii, a następnie zorganizował ośrodek studiów społecznych w Bobo Dioulasso.
12 kwietnia 1960 roku został mianowany arcybiskupem Wagadugu. 8 maja tego samego roku otrzymał sakrę biskupią w bazylice św. Piotra w Rzymie z rąk Jana XXIII. Był przewodniczącym Konferencji Episkopatu Górnej Wolty i Nigerii. Wraz z nieliczną grupą misjonarzy głosił Ewangelię w najodleglejszych wioskach swej archidiecezji, zajmował się także odnową liturgii i katechezy. Był członkiem Regionalnej Konferencji Episkopatu Afryki Zachodniej, a w latach 1969–1978 przewodniczącym Sympozjum Konferencji Episkopatu Afryki i Madagaskaru. Uczestniczył w obradach Soboru Watykańskiego II i w pracach Synodu Biskupów w 1967, 1974, 1980 i 1983 roku.
22 lutego 1965 roku Paweł VI wyniósł go do godności kardynalskiej z tytułem prezbitera San Camillo de Lellis. W lipcu 1981 roku został członkiem Komisji Kardynałów zajmującej się problemami ekonomiczno-organizacyjnymi Stolicy Apostolskiej, a w sierpniu tego samego roku – członkiem Papieskiej Komisji ds. Rewizji Kodeksu Prawa Kanonicznego. 10 czerwca 1995 roku Jan Paweł II przyjął jego rezygnację z urzędu ze względu na podeszły wiek.